# Teatr Zagłębia
Teatr Zagłębia w Sosnowcu - budynek teatru przy ulicy Teatralnej w Sosnowcu. 

## Historia teatru
Budynek Teatru Zagłębia w Sosnowcu powstał w 1897 r. z prywatnych środków przedsiębiorcy hrabiego Mortimera Renarda, jako szósty teatr w Królestwie Polskim. Przyczyną wzniesienia była ożywiona w latach siedemdziesiątych XIX w. działalność sosnowieckich teatrów amatorskich. Działały one zwłaszcza w środowisku robotniczym, szczególnie widoczny w branży włókienniczej, wśród pracowników której działał teatr prawdopodobnie od 1872 roku. Drugie znaczące pod tym aspektem środowisko to kolejarze, pośród których z początkiem lat osiemdziesiątych XIX w. zaczęły działać nawet dwa takie amatorskie teatry kolejowe. Działały one na terenie obecnego Śródmieścia oraz dzielnicy znanej obecnie jako Maczki, która podówczas nosiła nazwę „Granica” (w związku z umiejscowioną tam stacją kolejową granicy państwowej między zaborami rosyjskim i austriackim, jakie łączyły się w wyznaczany granicami Sosnowca tzw. Trójkąt Trzech Cesarzy.
Działalność „pierwszego elementu”, Teatru Zimowego – zainaugurowano 6 lutego 1897 roku, inscenizacją „Zemsty” Aleksandra Fredry w wykonaniu miejscowego zespołu amatorskiego, wraz z deklamacją okolicznościowego utworu „Prolog” Andrzeja Niemojewskiego - po czym następnego dnia budynek przejął już teatr zawodowy, jaki został na pierwsze lata istnienia teatru sprowadzony. Całość kompleksu ukończono w lipcu tego samego roku, czego głównym momentem było w tym też czasie (lato 1897) oddanie nieopodal do użytku drewnianego Teatru Letniego. Inauguracja sceny miała miejsce 15 VII tego roku; przedstawiono operę Bogusławskiego i Stefaniego "Cud mniemany, czyli Krakowiacy i Górale". Teatr Letni pełnił do I wojny światowej rolę drugiej sceny (w czasie wojny w skrajnej sytuacji ekonomicznej tego czasu został rozebrany i/lub jak podają inne źródła spłonął w latach dwudziestych).
Nazewnictwo tego teatru nie było ustabilizowane. Łączyło się to tak z miejscowymi nazwami zwyczajowymi, sięgającymi czasów teatrów amatorskich, z różnymi właścicielami poszczególnych elementów pierwotnego kompleksu, jak i w końcu z czasami kryzysu ekonomicznego i związanym z nimi przekazywaniem własności, jak i prawa użytkowania różnym podmiotom. Od początku do 1924 teatr "Stały" (Zimowy) był we władaniu "Towarzystwa Hrabia Renard" i z tą nazwą oficjalnie był kojarzony, jakkolwiek w popularnym obiegu była wspomniana nazwa "Teatr Zimowy". Funkcjonowała też nazwa Teatr Polski 1920, W 1924 r. zostaje wykupiony przez miasto i zaczyna funkcjonować jako Teatr Miejski (niektóre źródła nazwę tę łączą dopiero z r. 1927), co być może bardziej łączyło się z akcentowaniem tego teatru w odróżnieniu od teatru amatorskiego, któremu miasto w 1928 przydzieliło także możliwość korzystania z budynku "Teatru Zimowego". Od chwili wykupienia w 1924 r. teatru przez Miasto - funkcjonowała też półoficjalnie nazwa Teatr Zagłębia, która powróci już nie tylko w nieformalnym języku, ale i oficjalnie, gdy Sosnowiczanie czy wręcz wszyscy Zagłębiacy wywalczą w czasach tzw. odwilży 1955 zniesienie przymusowego włączenia "do centrali w Katowicach" (jako filia Teatru Śląskiego w latach 1947–1955). Wszakże pamiętać należy, że w biegu historii całego kompleksu teatralnego w Sosnowcu funkcjonowały jeszcze - w niektórych wypadkach znacząc przez parę lat Teatr Zimowy a przez parę Teatr Letni - nazwy następujące: Teatr Ogródkowy (Letni), Teatr Popularny (w 1911 nazywano tak Letni a w początku lat dwudziestych Miejski) i Teatr Tani (jak wyżej). Po roku 1955, gdy teatr ustalił się organizacyjnie i nazewniczo jako spadkobierca wszystkich sosnowieckich tradycji teatralnych, nazwa Teatr Zagłębia już nie podlegała zakusom ni zmianom.
Niektóre osobistości polskiego teatru i literatury z Teatrem Zagłębia lub gościnnie występujące:
Wanda Siemaszkowa, Bronisław Dąbrowski, Józef Kotarbiński, Tadeusz Fijewski (to w Sosnowcu w sezonie 37/38 został odkryty jako nieporównywalny talent komediowy), Jan Świderski (aktor), Leon Kruczkowski, Gabriela Zapolska „nadzorująca” wystawienia swoich sztuk, Jan Pierzchała, Lech Piwowar, Lidia Bienias.

## Budynek teatru

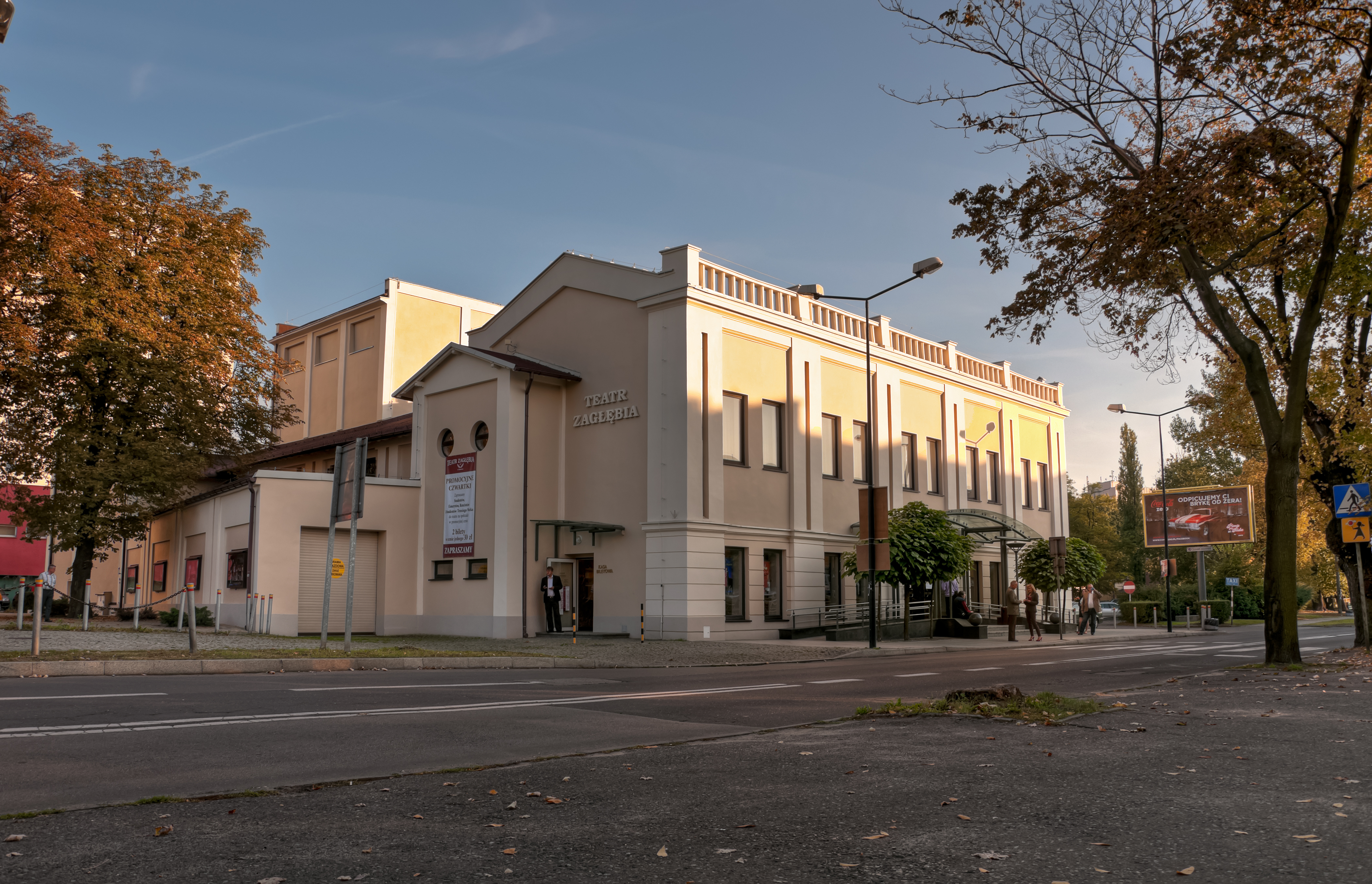
Budynek Teatru

Budynek obecnie będący samoistną siedzibą Teatru został wzniesiony według planów architekta Karola Steczkowskiego i stanowił wówczas element całego zaplanowanego kompleksu, w skład którego wchodziły:
- tzw. Teatr Zimowy (ówczesna nazwa nieoficjalna, budynek przetrwał do dzisiaj i jest siedzibą Teatru)
- Pokoje gościnne - Hotel Saski
- Drewniany Teatr Letni.

Budynek Teatru Zimowego - obecnego teatru - był wielokrotnie przebudowywany. Obecną formę zyskał podczas modernizacji przeprowadzonej w latach 1976-1978 i po rozbudowie dokonanej w 1992 roku. Nie zachowały się elementy pierwotnego wystroju i wyposażenia wnętrz.